# دیستروفی قرنیه

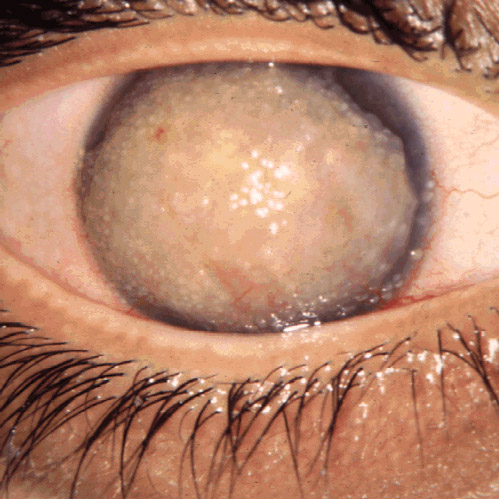
دیستروفی قرنیه

دیستروفی قرنیه، گروهی از اختلالات نادر ارثی است با رسوبات دو طرفه غیرطبیعی در قسمت‌های شفاف قدام چشم به نام قرنیه است.

## پاتوفیزیولوژی
دیستروفی قرنیه می‌تواند ناشی از تجمع مواد زاید در قرنیه، از جمله چربی و کلسترول کریستال باشد.

## علائم و نشانه‌ها
با اینکه دیستروفی در مراحل اولیه به‌طور قابل توجهی تأثیر بر بینایی نمی‌گذارد. با این وجود نیازمند به ارزیابی صحیح و درمان برای ترمیم بینایی مطلوب است. دیستروفیقرنیه معمولاً آدر دهه اول یا دوم زندگی بروز می‌کند اما گاهی اوقات دیرتر نیز ممکن است. به صورت خطوط، دایره، یا کدورت‌های مایل به خاکستری سفید، قرنیهاست. دیستروفی قرنیه نیز می‌تواند یک ظاهر کریستالی داشته باشد.
بیش از ۲۰ نوع دیستروفی قرنیه وجود داردکه بر تمام نقاط قرنیه اثر می‌گذارد. ویژگی‌های این بیماری:
- آن‌ها معمولاً به ارث برده است.
- تأثیر یکسان بر چشم راست و چپ.
- آن‌ها ناشی از عوامل خارجی مانند آسیب یا رژیم غذایی نیستند.
- غالباً پیشرفت تدریجی دارند.
- معمولاً در یکی از پنج لایه قرنیه شروع شده و بعد از آن ممکن است به لایه‌های مجاور گسترش یابد.
- غالباً بر سایر نقاط بدن اثر نمی‌گذارند

دیستروفی قرنیه به طرق مختلفی بر بینایی اثر می‌گذارد. برخی باعث اختلال شدید بینایی می‌شود در حالی که برخی مشکلات بینایی ایجاد نکرده و تنها در طی یک معاینه تخصصی توسط چشم پزشکمشخص می‌گردد. دیستروفی هایدیگر ممکن است باعث حملات مکرر درد بدون اینکه منجر به از دست دادن دائم دید، شود.

## تشخیص
تشخیص می‌تواند تأسیس بالینی زمینه و ممکن است این یافته با مطالعات انجام شده در جراحی از بدن خارج بافت قرنیه و در برخی موارد با ژنتیک مولکولی تجزیه و تحلیل. به عنوان تظاهرات بالینی به‌طور گسترده‌ای متفاوت با اشخاص مختلف قرنیه dystrophies باید مشکوک زمانی که قرنیه شفافیت از دست داده است یا قرنیه opacities رخ دهد خود به خود به ویژه در دو قرنیه و به خصوص در حضور مثبت یا سابقه خانوادگی در فرزندان فامیلی والدین،
دیستروفی سطحی قرنیه - دیستروفی Meesmann با کدورت‌های نقطه‌ای حباب مانند که در اپیتلیوم مرکزی قرنیه شکل می‌گیرند و وسعت کمتر در قرنیه محیطی هر دو چشم در دوران کودکی دارند که در طول عمر باقی می‌ماند. کدورت‌های متقارن مشبک در سطح مرکزی قرنیه هر دو چشم که در حدود ۴–۵ سال سن شکل می‌گیرند، دیستروفی Reis-Bücklers است. بیمار بدون علامت باقی می‌ماند تا زمانی که فرسایش اپیتلیال، حملات حاد چشمی، هایپرمیا، درد و نور گریزی را ایجاد کند. حدت بینایی دردهه دوم و سوم زندگی به دنبال haze و نامنظمی سطح قرنیه کاهش می‌یابد. دردیستروفی Thiel–Behnke، کدورتهای زیر اپیتلیال قرنیه شکل لانه زنبوری شکل در سطحی قرنیه دارند. چند برجسته ژلاتینی به شکل ندول در زیر اپیتلیوم قرنیه در طول اولین دهه زندگی، دیستروفی Gelatinous drop-like است که باعث نور گریزی، پاره شدن قرنیه، احساس جسم خارجی و از دست دادن تدریجی شدید بینایی می‌شود.دیستروفی اپیتلیالLisch با کدورت های پر مانند و microcysts در اپیتلیوم قرنیه شناخته می‌شود که به شکل باند و گاهی whorledشکل است. تاری دید بدون درد، گاهی پس از شصت سالگی آغاز می‌شود.
دیستروفی استرومال قرنیه - دیستروفی ماکولار قرنیه توسط یک کدورت متراکم ابری از کل استرومای قرنیه که معمولاً برای اولین بار در دوران بلوغ آشکار می‌شود و در نهایت باعث اختلال شدید بینایی می‌گردد. دیستروفی گرانولار قرنیه، چند لکه کوچک سفید گسسته نامنظم که شبیه خرده نان یا دانه‌های برف هستند، در زیر منطقه بومن در استرومای سطحی قرنیه مرکزی است. آن‌ها در ابتدا در دهه اول زندگی ظاهر می‌شود. حدت بینایی تقریباً عادی است. دیستروفی لاتیک به شکل کدورتهای منشعب خطی در لایه بومن در منطقه مرکزیآغاز می‌شود و به اطراف گسترش می‌یابد. خوردگی‌های مکرر قرنیه ممکن است رخ دهد. مشخصه دیستروفی قرنیه اشنایدر تجمع بلورهای در استرومای قرنیه است که باعث کدورت معمولاً حلقه‌ای شکل قرنیه می‌شود.
دیستروفی خلفی قرنیه - دیستروفی قرنیه فوچس در طول دهه پنجم و ششم زندگی آشکار می‌گردد. یافته‌های بالینی مشخصه excrescences در غشاء دسمه ضخیم شده (guttae قرنیه)، ادم منتشر قرنیه و کاهش حدت بینایی می‌باشد. در موارد پیشرفته، اختلالات در تمام لایه از قرنیه یافت می‌شود. در دیستروفی پلی مورفوس خلفی قرنیه، چند وزیکول کوچک در سطح غشاء دسمه ظاهر می‌شوند. اکثر بیماران بدون علامت باقی می‌ماند و ادم قرنیه معمولاً وجود ندارد. دیستروفی ارثی مادرزادی اندوتلیال قرنیه توسط یک ظاهر شیشه مات منتشر هر دو قرنیه مشخص می‌شود و به‌طور قابل توجهی ضخیم‌تر ازقرنیه در تولد یا نوزادی است (۲/۳ برابر ضخیم‌تر از حد نرمال).

## تشخیص افتراقی
تشخیص افتراقی‌های اصلی عبارتند از علل مختلف از gammopathy مونوکلونال، کمبود لسیتین کلسترول ترانسفراز (DGAT) بیماری فابری، سیستینوزیس، کمبود ترانس تیروزین، بیماری‌های ذخیره لیزوزومی سیستمیک، و چند بیماری‌های پوست (ایکتیوز وابسته به X، کراتوز follicularis spinolosa decalvans).
از لحاظ تاریخی، تجمع کدورت‌های متغیر نقطه‌ای کوچک خاکستری رنگ در استرومای عمیق قدامی مرکزی قرنیه، دیستروفی نخ مانند و قرنیه فاریناتا به دلیل شباهت آن‌ها به کاما، دایره، خط، موضوعات (نخ مانند)، آرد (فارینا) یا نقطه تعیین شده بودند. این ناهنجاری در حال حاضر به مشکلات وابسته به X ایکتیوز، کمبود سولفاتاز استروئید، ناشی از جهش‌های ژن سولفاتاز استروئید شناخته‌اند و در حال حاضر معمولاً تحت موضوع دیستروفی قرنیه گنجانده نمی‌شوند.
در گذشته، دیستروفی طراحی گرداب قرنیه (verticillata به قرنیه) به یک اختلال قرنیه است که با حضور لکه‌های قهوه‌ای کوچک بی حد و حصر مرتب در خطوط گرداب مانند منحنی در قرنیه سطحی بودند، شناخته می‌شدند. در ابتدا وراثت اتوزومی غالب مشکوک بود، اما بعد از آن متوجه شدند که مردان hemizygous و زنان ناقل بدون علامت از یک بیماری متابولیک سیستمیک وابسته به X را حمل می‌کنند که ناشی از کمبود α-گالاکتوزیداز است، به عنوان بیماری فابری شناخته شده‌است.

## طبقه‌بندی
دیستروفی قرنیه معمولاً بر اساس مکان خاص خود در قرنیه به قدامی، استروما، یا خلفی با توجه به لایه از قرنیه تحت تأثیر دیستروفی است، تقسیم‌بندی می‌شود.
در سال ۲۰۱۵ طبقه‌بندی ICD3 منتشر شد؛ و بیماری به چهار گروه به شرح زیر طبقه‌بندی کرد:
دیستروفی‌های اپیتلیال و ساب اپیتلیال
- Epithelial basement membrane dystrophy
- Epithelial recurrent erosion dystrophies (EREDs)—Franceschetti corneal dystrophy, Dystrophia Smolandiensis, and Dystrophia Helsinglandica
- Subepithelial mucinous corneal dystrophy
- Meesmann corneal dystrophy
- Lisch epithelial corneal dystrophy
- Gelatinous drop-like corneal dystrophy

دیستروفی لایه بومن
- Reis–Bücklers corneal dystrophy
- Thiel–Behnke corneal dystrophy
- Stromal dystrophies-
- TGFB1 corneal dystrophies
- Lattice corneal dystrophy, type 1 variants (III, IIIA, I/IIIA, IV) of lattice corneal dystrophy
- Granular corneal dystrophy, type 1
- Granular corneal dystrophy, type 2

دیستروفی استرومال
- Macular corneal dystrophy
- Schnyder crystalline corneal dystrophy
- Congenital stromal corneal dystrophy
- Fleck corneal dystrophy
- Posterior amorphous corneal dystrophy
- Central cloudy dystrophy of François
- Pre-Descemet corneal dystrophy

دیستروفی اندوتلیال
- Fuchs' dystrophy
- Posterior polymorphous corneal dystrophy
- دیستروفی اندوتلیال ارثی مادرزادی
- دیستروفی اندوتلیال قرنیه وابسته به کروموزوم ایکس

(در حال حاضر تاریخی) طبقه‌بندی زیر توسط Klintworthمعرفی گردید (در حال حاضر کاربرد ندارد):
دیستروفی‌های سطحی:
- Epithelial basement membrane dystrophy
- Meesmann juvenile epithelial corneal dystrophy
- Gelatinous drop-like corneal dystrophy
- Lisch epithelial corneal dystrophy
- Subepithelial mucinous corneal dystrophy
- Reis-Bucklers corneal dystrophy
- Thiel–Behnke dystrophy

دیستروفی‌های استرومای:
- Lattice corneal dystrophy
- Granular corneal dystrophy
- Macular corneal dystrophy
- Schnyder crystalline corneal dystrophy
- Congenital stromal corneal dystrophy
- Fleck corneal dystrophy

دیستروفی‌های خلفی:
- Fuchs' dystrophy
- Posterior polymorphous corneal dystrophy
- Congenital hereditary endothelial dystrophy

## درمان
مراحل اولیه معمولاً بدون علامت است و به مداخله نیاز ندارد. درمان اولیه شامل قطره‌های هایپرتونیک و پماد برای کاهش ادم قرنیه است و ممکن است علایم بهبودی قبل از مداخله جراحی داشته باشد.
دید کمتر از حد مطلوب ناشی از دیستروفی قرنیه معمولاً نیاز به مداخله جراحی در قالب پیوند قرنیه می‌باشد. کراتوپلاستی نافذ، یک نوع رایج از پیوند قرنیه است که معمولاً برای دیستروفی قرنیه گسترده انجام می‌شود.
با کراتوپلاستی نافذ (پیوند قرنیه)، نتایج بلند مدت خوب به عالی هستند. با بهبود روش‌های جراحی اخیر، نرخ موفقیت این روند افزایش یافته‌است. با این حال، عود بیماری در پیوند، ممکن است رخ دهد. در دیستروفی سطحی قرنیه، انجام پیوند قرنیه نافذ لازم نیست در شرایطی که بافت عمیق‌تر قرنیه آسیب ندیده است، بنابراین یک پیوند قرنیه‌ای لاملار ممکن است به جای آن استفاده شود.
کراتوتومی Phototherapeutic (PTK) را می‌توان برای قطع کردن یا برداشتن بافت غیرطبیعی قرنیهمورد استفاده قرار داد. بیماران مبتلا به کدورت در سطح قرنیه نامزد مناسب برای این روش‌های هستند.

## ژنتیک
دیستروفی‌های مختلف قرنیه ناشی از جهش درژنهای CHST6 ،KRT3، KRT12، PIP5K3، SLC4A11، TACSTD2 TGFBI و UBIAD1می‌باشد. جهش در TGFB1 که کد تبدیل فاکتور رشد بتا را دارد علت اشکال مختلف دیستروفی قرنیه از جمله گرانول دیستروفی قرنیه شبکه دیستروفی قرنیه‌های اپیتلیال غشای دیستروفی Reis-Bucklers دیستروفی قرنیه و Thiel–Behnke دیستروفی می‌باشد.
دیستروفی‌های قونیه ممکن است وراثت اتوزوم غالب، اتوزوم مغلوب، و ندرتاً وابسته به جنس مغلوب باشد:
| Name                                        | Inheritance | Gene locus                                                 | Gene                 |
| ------------------------------------------- | ----------- | ---------------------------------------------------------- | -------------------- |
| Superficial corneal dystrophies             |             |                                                            |                      |
| Meesmann dystrophy                          | AD          | 12q13, 17q12                                               | KRT3, KRT12          |
| Reis-Bücklers corneal dystrophy             | AD          | 5q31                                                       | TGFB1                |
| Gelatinous drop-like corneal dystrophy      | AR          | 1p32                                                       | TACSTD2              |
| Stromal corneal dystrophies                 |             |                                                            |                      |
| Macular dystrophy                           | AR          | 16q22                                                      | CHST6                |
| Granular dystrophy                          | AD          | 5q31                                                       | TGFB1                |
| Lattice dystrophy                           | AD          | 5q31, 9q34                                                 | TGFB1, GSN (gene)    |
| Schnyder corneal dystrophy                  | AD          | 1p34.1–p36                                                 | UBIAD1               |
| Congenital stromal corneal dystrophy        | AD          | 12q13.۲                                                    | DCN                  |
| Fleck corneal dystrophy                     | AD          | 2q35                                                       | PIP5K3               |
| Posterior dystrophies                       |             |                                                            |                      |
| Fuchs dystrophy                             | AD          | 1p34.3,13pTel-13q12.13, 18q21.2–q21.32, 20p13-p12, 10p11.۲ | COL8A, SLC4A11, TCF8 |
| posterior polymorphous corneal dystrophy    | AD          | 20p11.2, 1p34.3-p32.3, 10p11.۲                             | COL8A2, TCF8         |
| Congenital hereditary endothelial dystrophy | AR          | 20p13-p12                                                  | SLC4A11              |